# Plast
Plast (russisch Пласт) ist eine Stadt in der Oblast Tscheljabinsk (Russland) mit 17.342 Einwohnern (Stand 14. Oktober 2010).

## Geografie
Die Stadt liegt am Ostrand des Südlichen Ural etwa 130 km südwestlich der Oblasthauptstadt Tscheljabinsk.
Plast ist der Oblast administrativ direkt unterstellt und zugleich Verwaltungszentrum des gleichnamigen Rajons.

## Geschichte
An Stelle der heutigen Stadt entstand in der Mitte des 19. Jahrhunderts eine Goldsuchersiedlung, als hier eine mächtige Schicht goldhaltiger Sande entdeckt wurde, welche Bolschoi plast (Großes Flöz) genannt wurde.
Am 7. Oktober 1940 wurden die inzwischen entstandenen Bergarbeitersiedlungen Plast (an Stelle der früheren Goldschürfe Kotschkar), Nowotroizk (Nowo-Troizkoje), Ptschelnik, Wysselki, Aul und weitere zur Stadt Plast zusammengeschlossen.

### Bevölkerungsentwicklung
| Jahr | Einwohner | Bemerkung                                                 |
| ---- | --------- | --------------------------------------------------------- |
| 1939 | 31.144    | davon Plast 24.128, Nowo-Troizkoje 7.016 (1940 vereinigt) |
| 1959 | 25.897    |                                                           |
| 1970 | 22.746    |                                                           |
| 1979 | 19.271    |                                                           |
| 1989 | 18.880    |                                                           |
| 2002 | 17.422    |                                                           |
| 2010 | 17.342    |                                                           |

Anmerkung: Volkszählungsdaten

## Wirtschaft
Plast ist seit den 1860er Jahren Zentrum der Goldförderung im Südural. In der Umgebung werden zudem Marmor, Kaolin und Talk gefördert. Daneben gibt es Holzwirtschaft.

## Söhne und Töchter der Stadt
- Nina Apuchtina (1949–2020), Kulturologin und Hochschullehrerin
- Natalja Gantimurowa (* 1991), russisches Model